# فيغا 2
فيغا 2 (بالإنجليزية: Vega 2)‏، هي مركبة فضائية سوفيتية تابعة لبرنامج فيغا الفضائي، بجانب مركبتها الشقيقة فيغا 1، لاستكشاف كوكب الزهرة ومذنب هالي. كانت هذه المركبة تطويرًا للمركبة الأولى فينيرا. سُميت هذه المركبة بالاسم «فيغا» نسبةً إلى أول حرفين من كلمة كوكب الزهرة باللغة الروسية «فينيرا»، وأول حرفين من كلمة مذنب هالي بالروسية «غاليا». صُممت هذه المركبات بواسطة مركز باباكينا للفضاء، وشُيدت باسم (5VK) بواسطة شركة لافوشكينا للفضاء بمدينة خيمكي. حصلت المركبة على طاقتها الكهربية باستخدام لوحتين شمسيتين ضخمتين. وشملت الأجهزة الموجودة على متنها طبق هوائي، وآلات تصوير، ومطياف، ومسبارات للأشعة تحت الحمراء، وأجهزة لقياس المغناطيسية، ومسبارات للبلازما. أُطلقت هذه المركبة، التي بلغت كتلتها نحو 4920 كيلوغرامًا، على متن الصاروخ بروتون 8K82K من ميناء بايكنور الفضائي بمدينة تيوراتم في كازاخستان. كانت فيغا 1، بالإضافة إلى فيغا 2، من المركبات الفضائية الثابتة في المحاور الثلاثة. زُودت المركبة بدرع ثنائي ممتص للصدمات لحمايتها من الغبار الناتج عن مذنب هالي.

## مهمة الزهرة

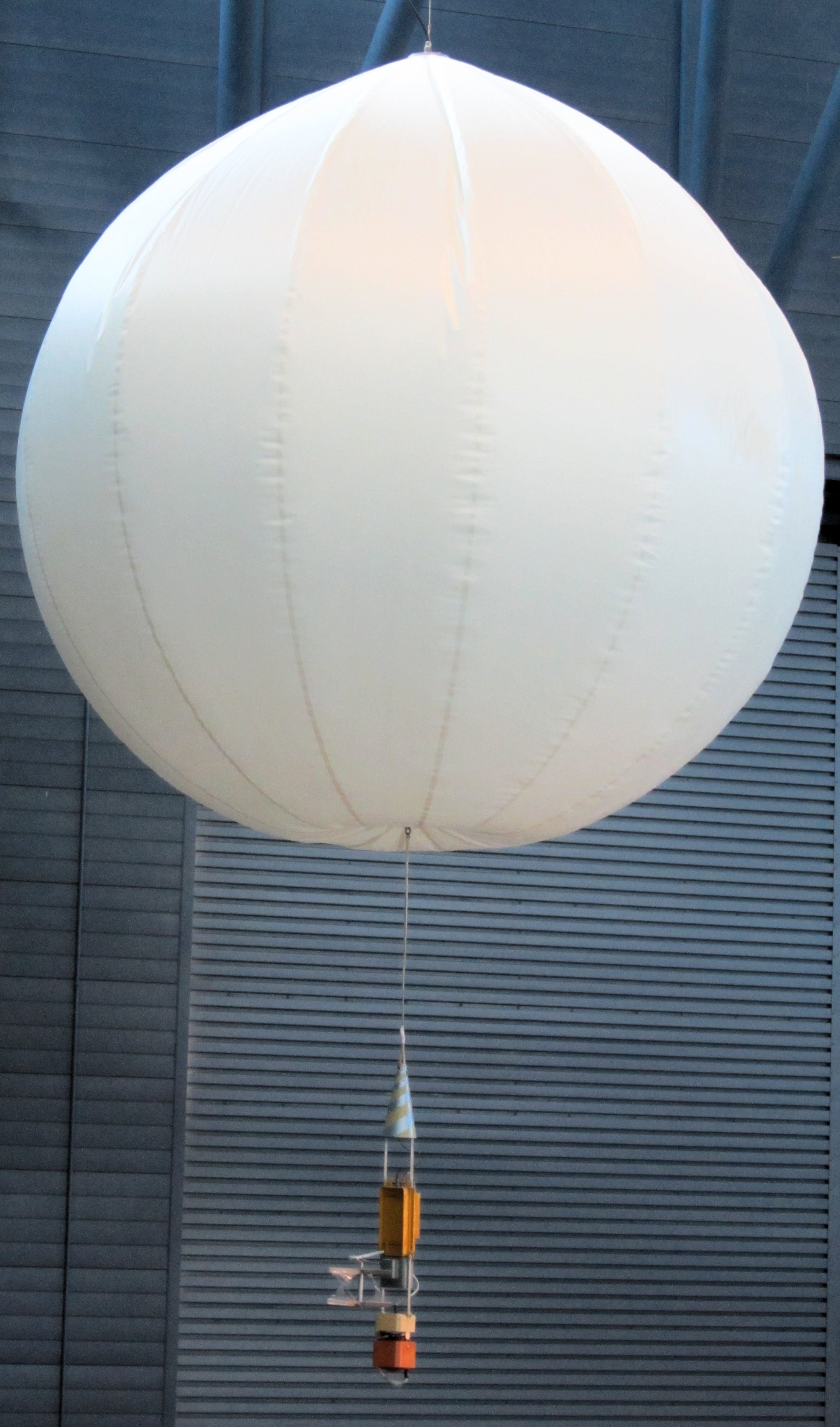
نموذج البالون الروسي لمهمة فيغا 2 لاستكشاف غلاف الزهرة، المعروض في مركز ستيفن ف. أدفار-هازي للطيران والفضاء.

وصلت وحدة الهبوط على الزهرة إلى الكوكب يوم 15 يونيو عام 1985، بعد يومين من انفصالها عن مسبار التحليق بالقرب من الزهرة «فيغا 2». احتوت هذه الوحدة، التي كانت على شكل كرة بقطر 240 سنتيمترًا وبكتلة 1500 كيلوغرام، على مركبة هابطة على سطح الزهرة ومستشكف منطادي. نفذ مسبار التحليق بالقرب من الزهرة مناورة المساعدة بالجاذبية، معتمدًا على جاذبية كوكب الزهرة، لتعديل مساره حتى يعترض مذنب هالي ويكمل مهمته.

### المركبة الهابطة
كانت مركبة الهبوط مطابقةً لمركبة هبوط مهمة فيغا 1 ومهمات مشروع فينيرا الستة السابقة. كان الغرض من المسبار دراسة غلاف الكوكب الجوي وسطحه. شملت الحمولة العلمية للمركبة مطيافًا للأشعة فوق البنفسجية، ومستشعرات للحرارة والضغط، ومقياسًا لتركيز المياه، وأداة استشراب للطور الغازي، ومطيافًا للأشعة السينية، ومطيافًا للكتلة، وجهازًا لأخذ العينات من السطح. طُورت العديد من هذه الأدوات العلمية، مثل مطياف الأشعة فوق البنفسجية ومطياف الكتلة وأجهزة قياس الحرارة والضغط، بالاشتراك مع علماء فرنسيين. لم تلتقط هذه المركبة صورًا للكوكب؛ لأنها هبطت على سطح الزهرة أثناء الليل.
هبطت مركبة هبوط فيغا 2 في الساعة 03:00:50 حسب التوقيت العالمي الموحد يوم 15 يونيو عام 1985، حول خط العرض 7.14 درجة جنوبًا مع خط الطول 177.67 شرقًا، شمال منطقة مرتفعات أفرودايت على كوكب الزهرة. كان ارتفاع منطقة الهبوط 0.1 كيلومتر عن متوسط نصف قطر الكوكب. بلغت قيمة الضغط الجوي التي قاستها المركبة عند موقع الهبوط نحو 91 جو، ودرجة الحرارة 736 درجة كلفن (436 درجة مئوية). أظهرت نتائج تحليل عينة السطح أنها مكونة من صخور الآنورثوسايت والتروكتولايت، والتي يندر وجودها على الأرض، ولكنها موجودة بالمرتفعات القمرية، ولهذا استُنتج أنها المنطقة الأقدم بين أي منطقة أخرى استكشفتها أي مركبة تابعة لمشروع فينيرا. أرسلت هذه المركبة البيانات من على سطح الزهرة لمدة 56 دقيقةً.

### المنطاد
دخلت الكبسولة المحتوية على مركبة الهبوط والمنطاد في الغلاف الجوي للزهرة، على ارتفاع 125 كيلومترًا، في الساعة 02:06:04 حسب التوقيت العالمي (05:06:04 بتوقيت موسكو) يوم 15 يونيو عام 1985 بسرعة 11 كيلومترًا لكل ثانية تقريبًا. فُتحت المظلة المتصلة بغطاء مركبة الهبوط على ارتفاع 64 كيلومترًا في الساعة 2:06:19 حسب التوقيت العالمي. انفصل الغطاء والمظلة بعد 15 ثانيةً على ارتفاع 63 كيلومترًا. أُخرجت حمولة المنطاد من الوعاء الحاوي لها بعد 40 ثانيةً باستخدام مظلة على ارتفاع 61 كيلومترًا، عند خط عرض 7.45 درجة جنوبًا مع خط طول 179.8 درجة شرقًا. فُتحت مظلة أخرى على ارتفاع 55 كيلومترًا بعد 200 ثانية من دخول الغلاف الجوي، لتخرج المنطاد المنطوي.
نُفخ البالون بعد 100 ثانية على ارتفاع 54 كيلومترًا ثم انفصلت المظلة ونظام النفخ عن المنطاد. انفصل الثقل عن المنطاد عندما وصل إلى ارتفاع 50 كيلومترًا تقريبًا، ليطفو المنطاد ويرتفع مرةً أخرى حتى استقر بين ارتفاع 53 إلى 54 كيلومترًا بعد 15 إلى 25 دقيقة تقريبًا من دخوله الغلاف الجوي للزهرة. كان الارتفاع المتوسط لاستقرار المنطاد بالغلاف الجوي 53.6 كيلومتر، وبلغ الضغط الجوي 535 ملليبار ودرجة الحرارة 308 إلى 316 درجة كلفن (35 إلى 43 درجة مئوية) في المنتصف، وهي أكثر الطبقات نشاطًا ضمن النظام ثلاثي المستويات لسحب الغلاف الجوي للزهرة. انجرف المنطاد غربًا مع تدفق الرياح المحيطة بمتوسط سرعة بلغت 66 مترًا لكل ثانية على نفس خط العرض تقريبًا. عبر المسبار خط الغلس من الليل إلى النهار، في الساعة 9:10 حسب التوقيت العالمي يوم 16 يونيو، متحركًا مسافة 7400 كيلومتر. استمر المسبار في العمل خلال النهار، واستُقبلت آخر إشارة أرسلها في الساعة 00:38 حسب التوقيت العالمي يوم 17 يونيو عند خط عرض 7.5 جنوبًا وخط طول 76.3 شرقًا بعدما بلغت إجمالي المسافة التي تحركها 11000 كيلومتر. وظلت المسافة التي تحركها المسبار بعد آخر إشارة أرسلها مجهولةً.

## مهمة هالي
استخدمت المركبة الأم للمسبارات فيغا جاذبية كوكب الزهرة بعد لقائها به، في مناورة تُعرف بمناورة المساعدة بالجاذبية، حتى تعترض المذنب هالي.
بدأت المركبة مواجهتها مع المذنب هالي يوم 7 مارس عام 1986 بالتقاطها 100 صورة للمذنب على مسافة 14000000 كيلومتر.
وصلت فيغا 2 عند أقرب نقطة من المذنب هالي في الساعة 07:20 حسب التوقيت العالمي يوم 9 مارس عام 1986 على مسافة 8030 كيلومترًا. استمر الفحص المُكثف للبيانات الخاصة بالمذنب لمدة ثلاث ساعات فقط خلال تحليق المركبة عند أقرب نقطة للمذنب. كان هذا الفحص بغرض قياس الخصائص الفيزيائية لنواة المذنب مثل الأبعاد، والشكل، وخصائص السطح، بالإضافة إلى دراسة بنية ودينامية الذؤابة، وتركيب الغازات بالقرب من النواة، وتركيب الحبيبات الغبارية وتوزيع الكتلة باعتبارها دوال للمسافة من النواة، والتفاعل بين الرياح الشمسية والمذنب. التقطت المركبة فيغا 700 صورة للمذنب بدقة أعلى من دقة الصور الملتقطة بواسطة مركبتها الشقيقة فيغا 1؛ بسبب انخفاض كمية الغبار الموجودة خارج ذؤابة المذنب في وقت هذه المهمة إلى حد ما. ومع ذلك، فقدت المركبة فيغا 2 نحو 80% من طاقتها خلال مواجهتها مع المذنب مقارنةً بما خسرته المركبة فيغا 1 من الطاقة، والذي بلغ 40% فقط. أنهت فيغا 2 مهمتها الأساسية بعد انتهاء مهام التصوير الخاصة بها خلال يومي 10 و11 مارس عام 1986.

## ما بعد هالي
خطط فريق المهمة لإجراء تحليق للمركبة فيغا 2 بالقرب من الكويكب 2101 أدونيس، ولكن لم يكن هناك وقود كافٍ على متن المركبة لتنفيذ التعديلات المدارية اللازمة لهذا التحليق. وحصلت فيغا 2، بدلًا من ذلك، على فرصة قياس الغبار عند مرورها عبر مدارات المذنب 72بي/دينينغ-فوجيكاوا، ومذنب بيلا، والمذنب 289بي/بلانبين.
فُقد الاتصال مع فيغا 2 يوم 24 مارس عام 1987. استنفدت فيغا 1، قبل ذلك، موادها الدافعة الخاصة بدوافع التحكم بالوضعية يوم 30 يناير عام 1987.
تستقر المركبة فيغا 2 الآن في مدار شمسي المركز، بنقطة حضيض مداري على مسافة 0.70 وحدة فلكية من الشمس، ونقطة أوج مداري على مسافة 0.98 وحدة فلكية من الشمس، واختلاف مداري يصل إلى 0.17، وميل مداري يصل إلى 2.3 درجة، وفترة مدارية تصل إلى 281 يومًا.